# Vùng đất Victoria

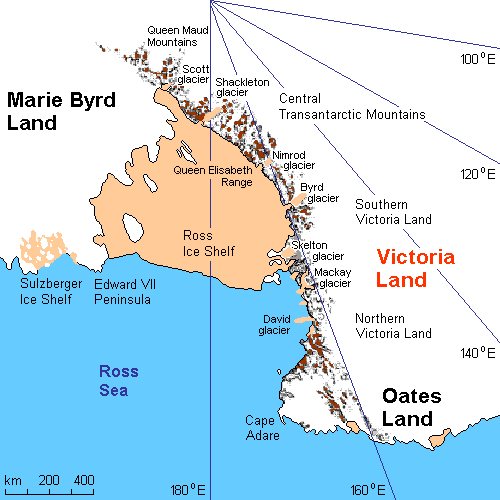
Bản đồ vùng đất Victoria.

Vùng đất Victoria là một khu vực ở phía đông Nam Cực, nằm trước mạn Tây của biển Ross và thềm băng Ross, trải dài về phía Nam từ khoảng 70°30'B đến 78°00'B, và về phía Tây từ biển Ross đến rìa cao nguyên Nam Cực. Nó được thuyền trưởng James Clark Ross phát hiện vào tháng 1 năm 1841 và được đặt theo tên của Nữ hoàng Victoria.